# باولو غارسيا
باولو غارسيا (بالبرتغالية: Paulo Garcia‏) هو طبيب وسياسي برازيلي، ولد في 13 مايو 1959 في غويانيا في البرازيل، وتوفي بنفس المكان في 30 يوليو 2017 بسبب نوبة قلبية. حزبياً، نشط في حزب العمال البرازيلي.